# Rima Marcello
Rima Marcello és una estructura geològica del tipus rima a la superfície de la Lluna, situada amb el sistema de coordenades planetocèntriques a 18.64 ° de latitud N i 27.79 ° de longitud E. Fa un diàmetre de 3.95 km. El nom va ser fet oficial per la UAI l'any 1964 i fa referència a un nom masculí italià.